# 報徳思想

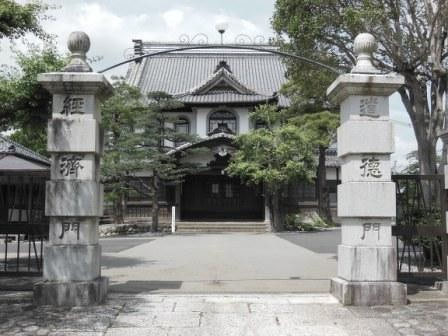
大日本報徳社の正門（静岡県掛川市）。左の門柱には「經濟門」、右の門柱には「道德門」と刻まれており、報徳思想が説く経済と道徳の調和を表現している

報徳思想（ほうとくしそう）は、二宮尊徳が説き広めた経済思想、経済学説。

## 概要
経済と道徳の融和を訴え、私利私欲に走るのではなく社会に貢献すれば、いずれ自らに還元されると説く。盥の中の水に例えることも多い。公益社団法人である大日本報徳社と、全国の地域、職域ごとにある報徳社（公益社団法人）が中心となって普及活動に努めている。

## 報徳の教え

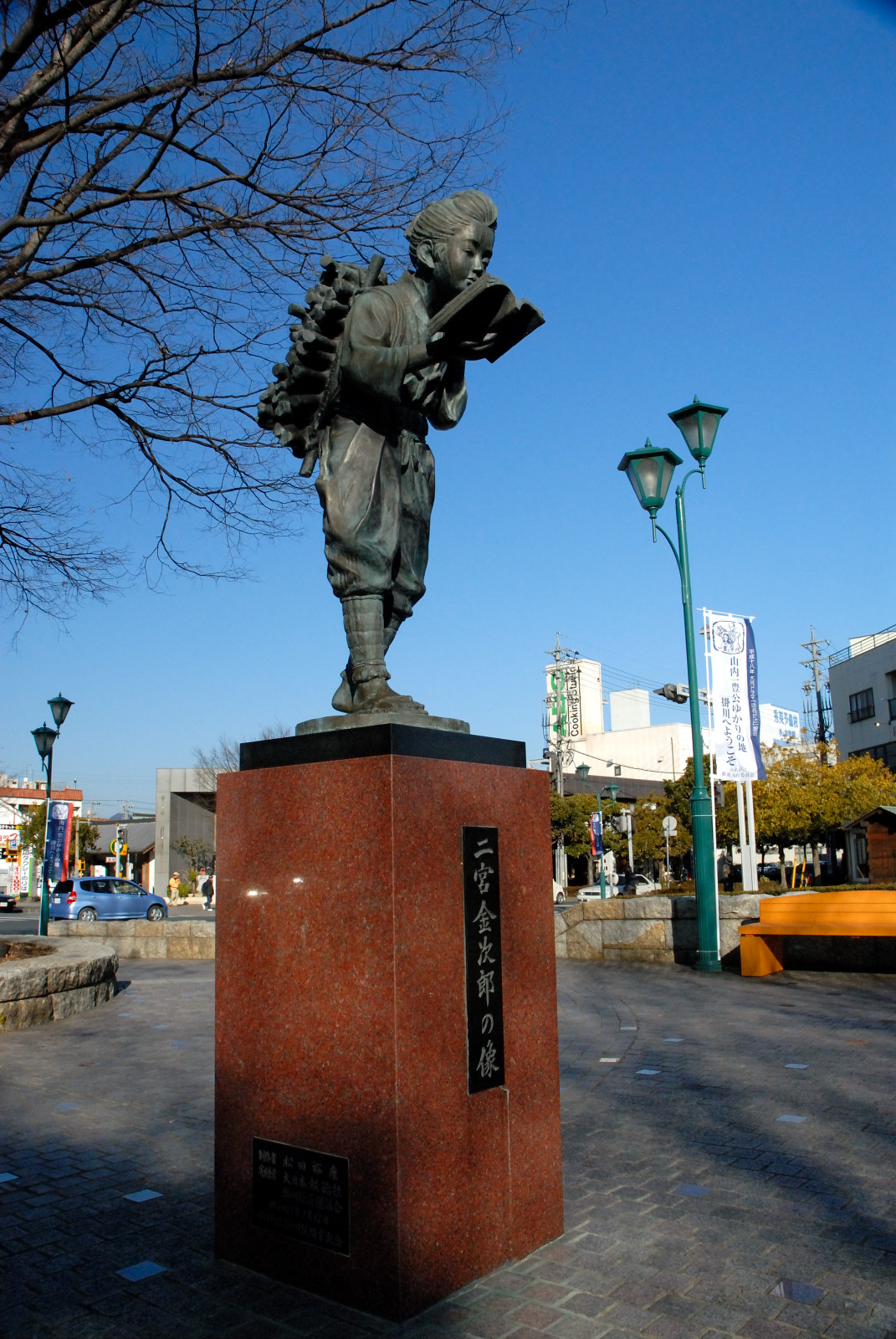
二宮金次郎の像（静岡県掛川市）

報徳の教えとは、二宮尊徳が独学で学んだ神道・仏教・儒教などと、農業の実践から編み出した、豊かに生きるための知恵である。神仏儒を究極的には一つにいたる異なる道に過ぎないと位置づけ、神仏儒それぞれの概念を自由に組み合わせて説かれている。そのため報徳の教えを報徳教と呼ぶことがあってもそれは宗教を意味するものではない。
報徳の教えの中心的概念は大極である。この大極にそった実践を行うということが報徳教の根幹をなす。二宮尊徳はこの大極を『三才報徳金毛録』のなかで円を描くことによってしめしている。この円を分けることにより、天地・陰陽などの区別がうまれる。つまり、大極とは、すべてのものが未分化な状態、一種の混沌状態をさす。
大極はつねにそこにあるものであるため、人間が何をしようがつねに大極とともにある。しかしながら、人間は我であるため、つねに大極と何らかの関係をとらなければならない。そこから大極に対して積極的に向かう姿勢である天道と大極に消極的に向かう人道の区別が生まれる。
尊徳は、天道にのみそって生きるこころ構えを道心と呼び、人道にそって生きるこころを人心と呼んだ。道心とは、天の理にそって、私欲を捨て生きることである。人道とは我欲にとらわれた心であり、欲するばかりで作ることがない。心が人道に囚われた状態でいる限り人間は豊かになることができない。道心にそった生き方をして、初めて人は真の豊かさを実現できるのである。
ここで重要なのは、道心にそった生き方というのが何処までも実利的・実用的に説かれているところである。道心は、それが善だからなどの道徳的な理由で選択されるべきものなのではない。報徳教は単に、人心に従えば衰え朽ち、道心に従えば栄えるという道理を説くに過ぎないのである。

## 至誠・勤労・分度・推譲
至誠

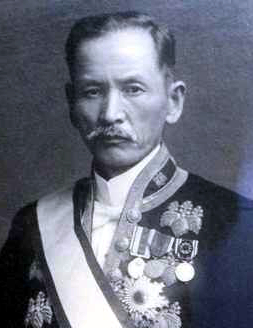
報徳思想の啓蒙、普及に尽力した岡田良平

道心にそったこころの状態を報徳教では誠とよぶ。この誠は儒教で言うところの徳や仁という概念に等しいものである。つまり、大極にたいして積極的に向かっていく暮らしとは、まず誠を尽くしたものでなければならない。我の心を大極と積極的にかかわる状態、つまり誠・徳・仁の状態に置くことを「至誠（しせい）」とよび、至誠がまず実践の第一をなす。
勤労
この至誠の状態で日常生活のすべての選択を行っていくことを「勤労（きんろう）」とよぶ。至誠がこころの状態をさすのに対し、勤労はそれが行動になって現れた状態をさすのである。そのため、勤労とは働くことを含むが単に働くことをさすのではない。
分度
勤労することで日常のすべての行動が誠の状態から行われるため、当然それは消費活動にも現れる。無駄がなくなり、贅沢を自ずから慎むようになる。これを「分度（ぶんど）」という。つまり、分度とはけちをすることではなく、至誠から勤労した結果に自然と使わざるをえないもののみを使うということを意味する。
推譲
そして、最後に分度して残った剰余を他に譲ることを「推譲（すいじょう）」とよぶ。分度と同様に、推譲は単なる贈与なのではなくて、至誠・勤労・分度の結果として残ったものを譲ってはじめて推譲になるのである。

## 実践としての報徳の教え
以上のように、道心を立てた結果として、至誠・勤労・分度・推譲を行っていくことではじめて人は物質的にも精神的にも豊かに暮らすことができるというのが報徳教の根本的論理である。ここで論理というとき、それが教えそのものでないことに注意が必要である。報徳の教えの真髄とは、これらの至誠・勤労・分度・推譲の実践のなかでいかに徳が徳によって報われていくかということを見極めることにある。この実践のなかで初めて理解できる言語化できないものこそに報徳の教えの真髄があり、尊徳が「見えぬ経をよむ」という言葉で示しているのはまさにこのことをさす。また尊徳が、たんに本を読むだけで実践につながらない態度を諌めて「たんなる本読み」になってはいけないと語ったのも同様の事情によるものである。

## 関連人物
- 二宮尊徳
- 佐々木崇暉